# Lancaster (Massachusetts)
Pour les articles homonymes, voir Lancaster.
Lancaster est une municipalité du comté de Worcester au Massachusetts, fondée en 1643.
Sa population était de 8 802 habitants en 2023.

## Localisation
| Lunenburg           | Shirley (Comté de Middlesex) | Harvard |
| Leominster Sterling | Lancaster                    | Harvard |
| Sterling            | Clinton                      | Bolton  |

## Personnalités
- Luther Burbank, horticulteur, y est né en 1849 ;
- Henrietta Swan Leavitt, astronome, y est née en 1868 ;
- John Eliot Thayer, ornithologue, y est décédé en 1933.

## Monuments

### Registre national des lieux historiques

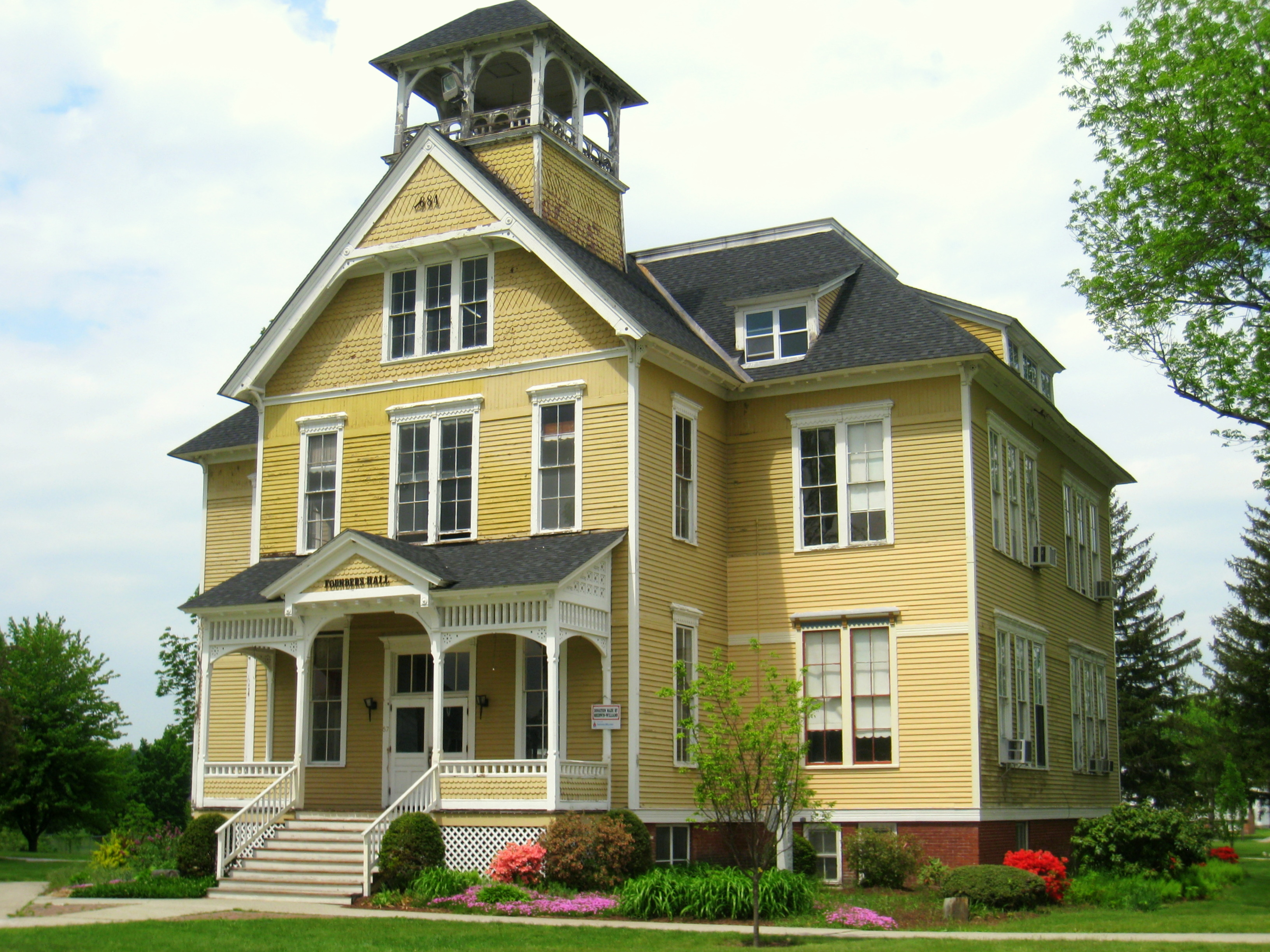
Atlantic Union College
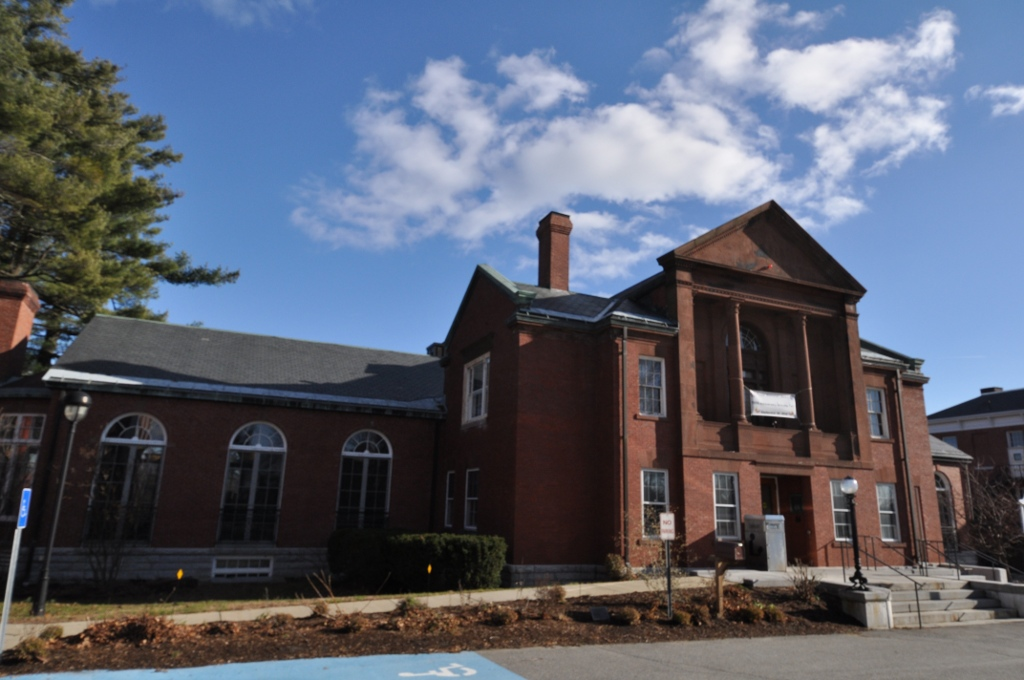
Librairie de Lancaster
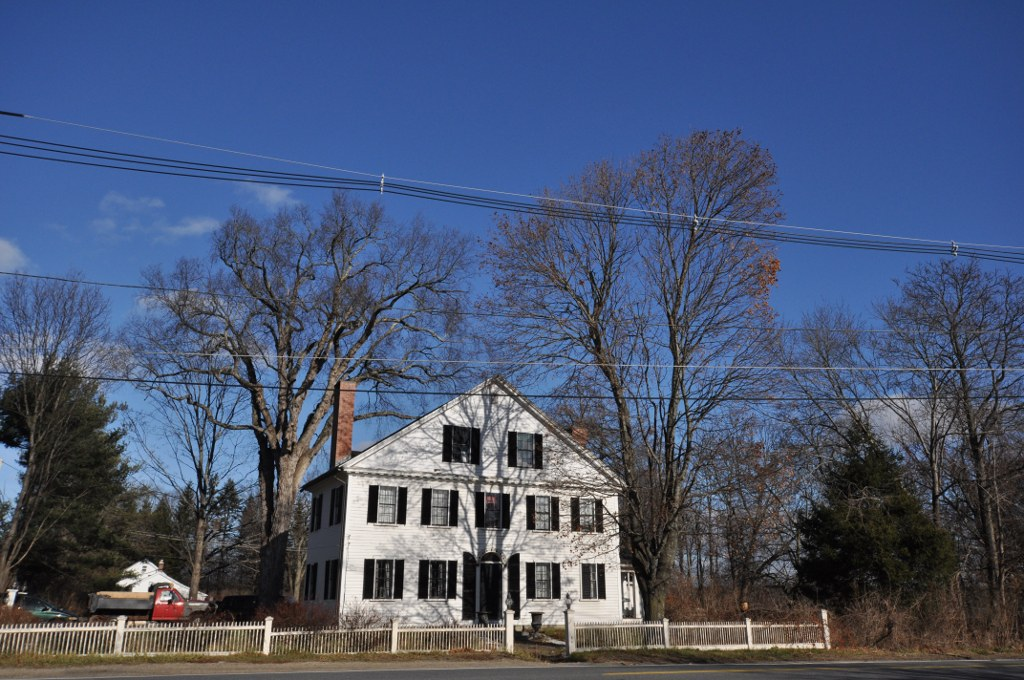
Anthony Lane House

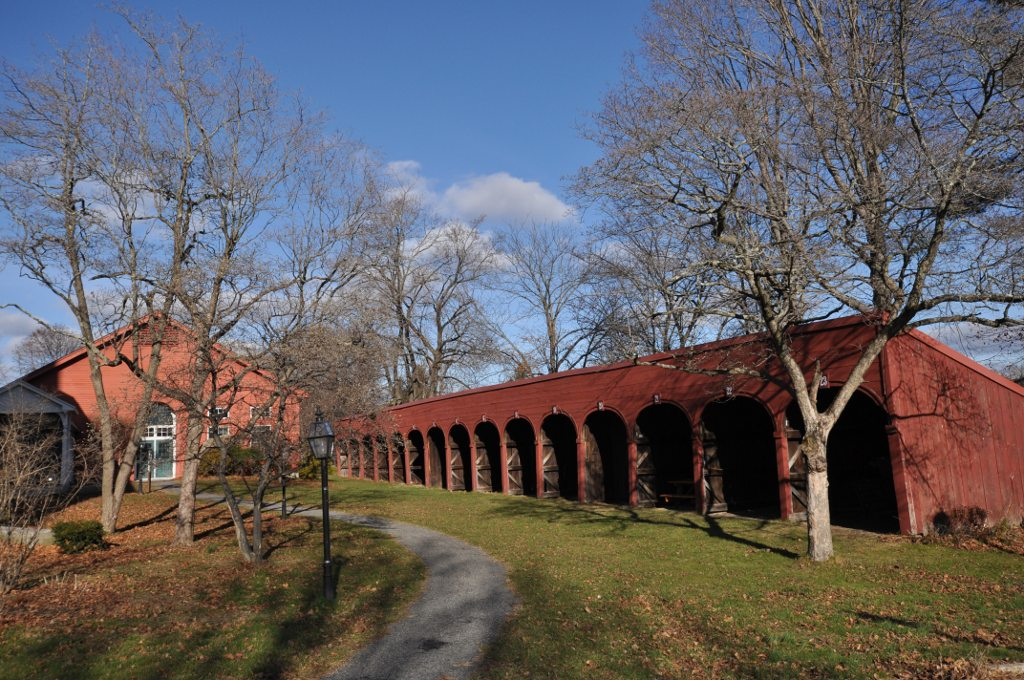
CenterSheds
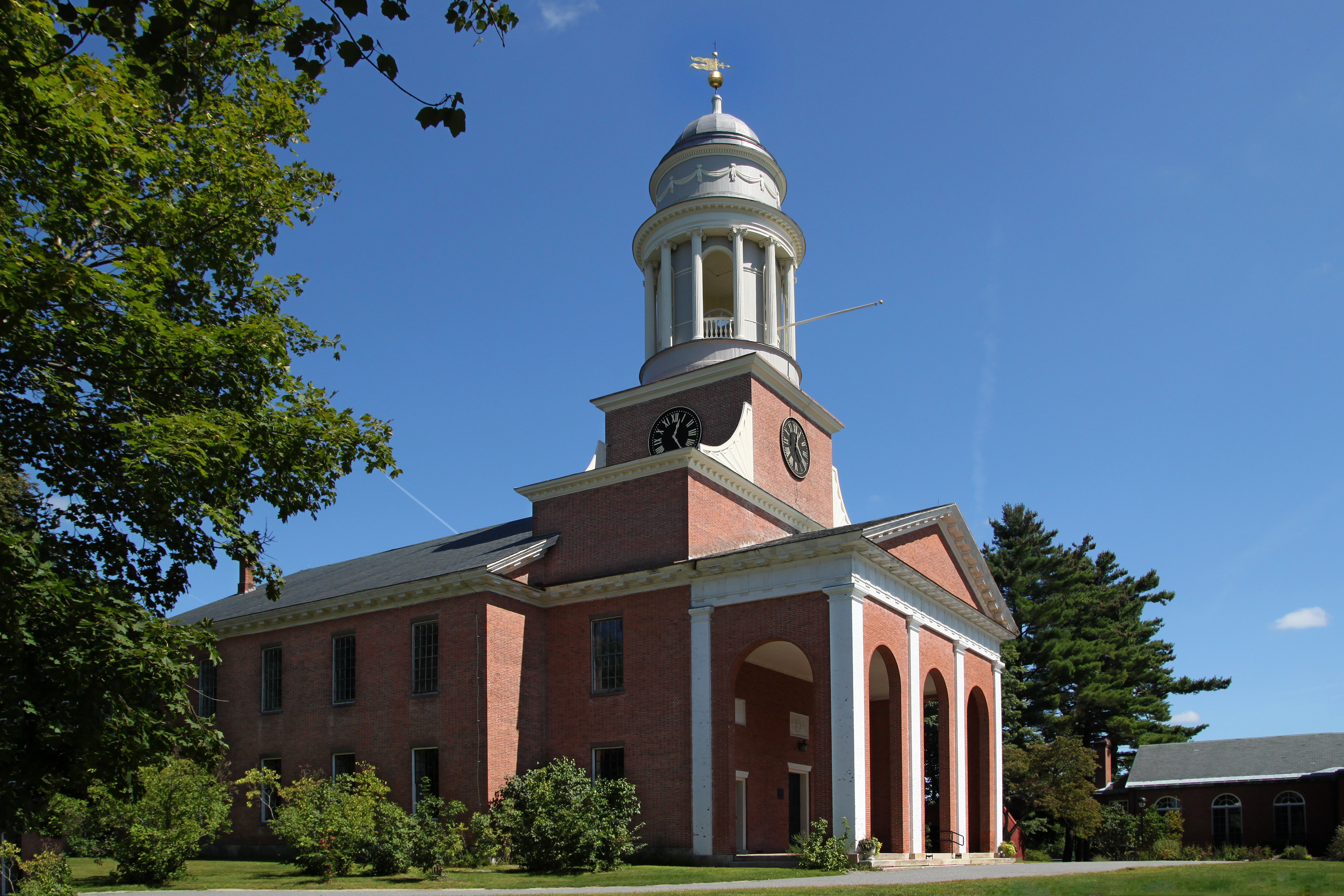
First Church of Christ
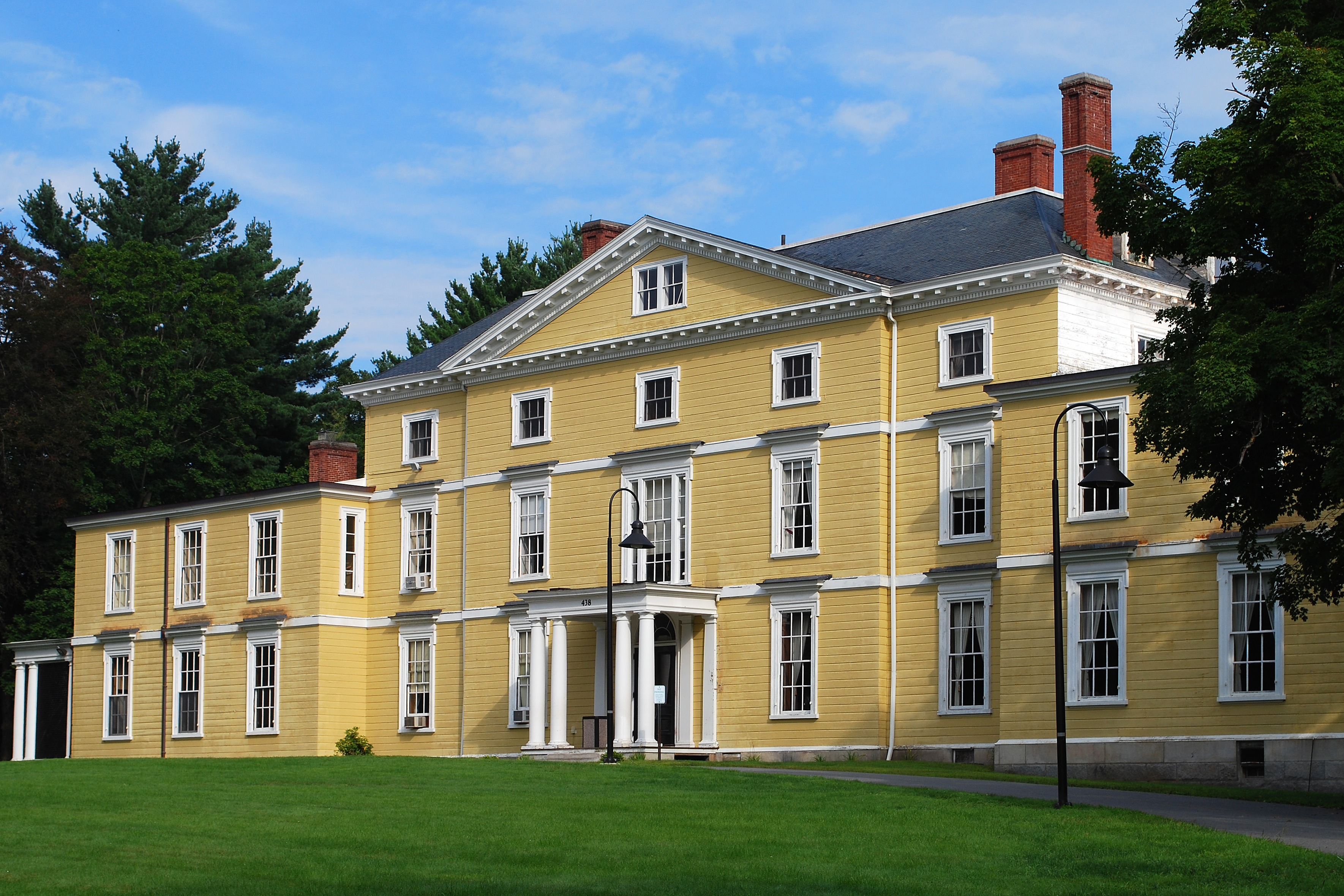
Nathaniel Thayer Estate

### Autres

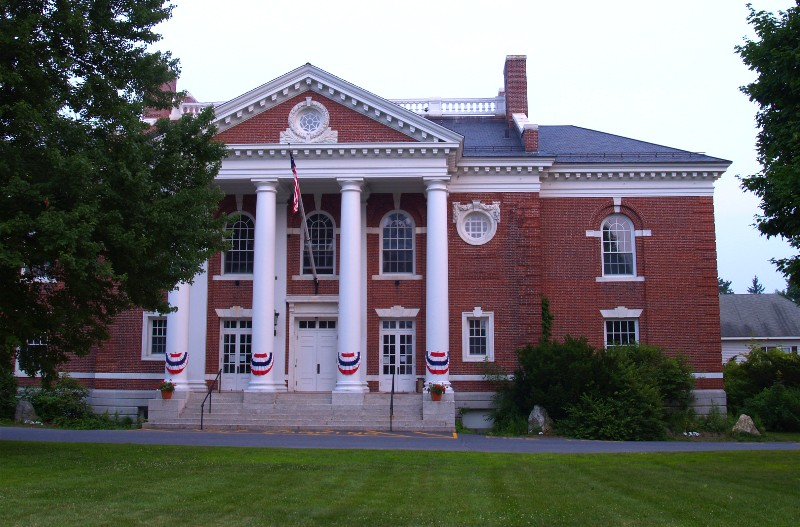
Town Hall de Lancaster
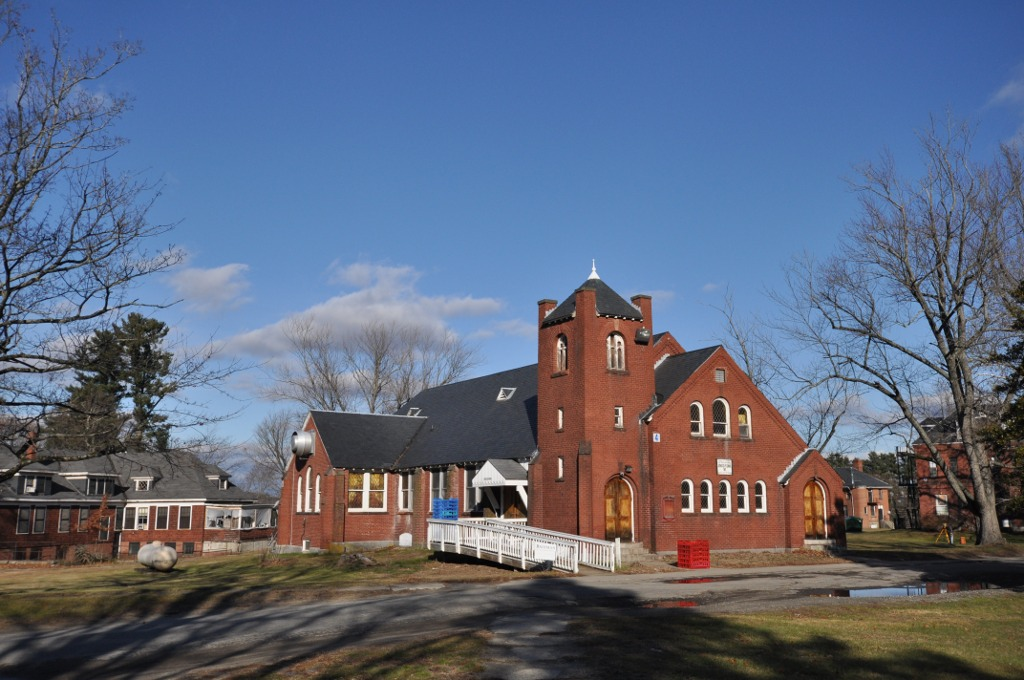
Lancaster Industrial School for Girls
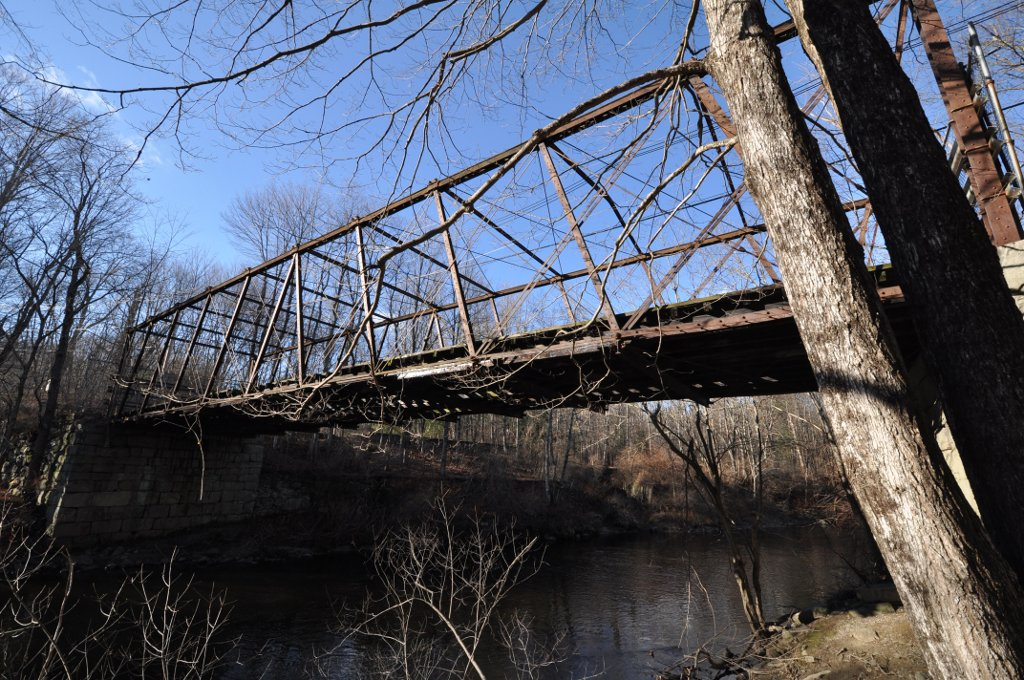
Ponakin Bridge
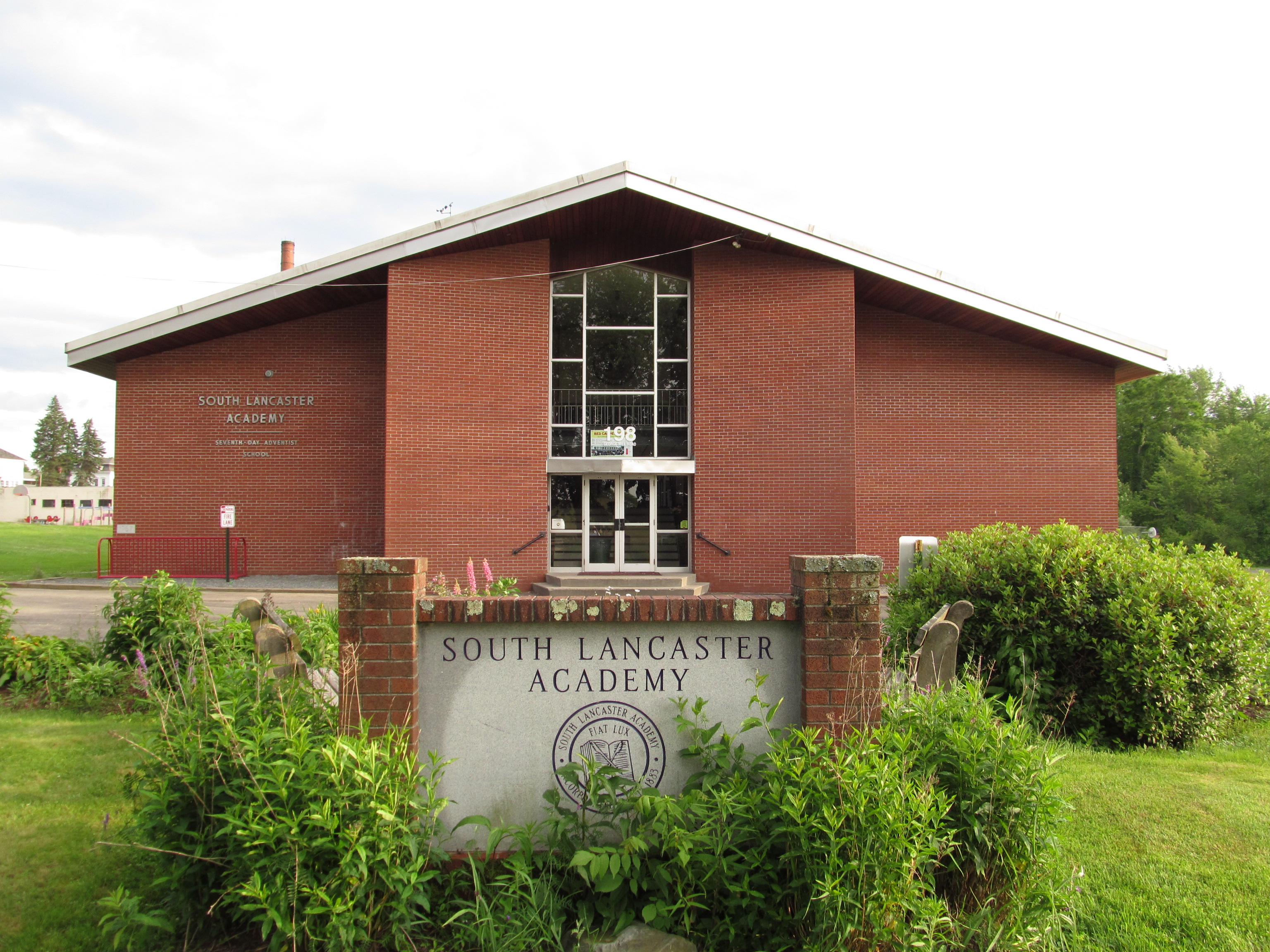
South Lancaster Academy